# Lactuca dumicola
Lactuca dumicola là một loài thực vật có hoa trong họ Cúc. Loài này được (Hiern) S.Moore mô tả khoa học đầu tiên năm 1927.